# Jänissaari (ö i Finland, Norra Savolax, Inre Savolax, lat 62,50, long 26,77)
Jänissaari är en ö i Finland. Den ligger i sjön Myhinjärvi och i kommunen Rautalampi i den ekonomiska regionen  Inre Savolax ekonomiska region  och landskapet Norra Savolax, i den centrala delen av landet, 280 km norr om huvudstaden Helsingfors. Öns area är 1,2 hektar och dess största längd är 160 meter i sydväst-nordöstlig riktning.